# Morze Marmara
Morze Marmara (tur. Marmara Denizi, gr. Θάλασσα του Μαρμαρά / Προποντίς; w starożytności: Propontyda, Propontis) – morze śródlądowe we wschodniej części Morza Śródziemnego.

## Charakterystyka
Znajduje się między Półwyspem Bałkańskim a Azją Mniejszą; przez cieśninę Bosfor (na północy) łączy się z Morzem Czarnym, przez Dardanele (na południowym zachodzie) – z Morzem Egejskim.
Morze Marmara zajmuje powierzchnię 11 472 km², a jego maksymalna głębokość wynosi 1355 m.
Temperatura wód powierzchniowych wynosi zimą +8 do +9 °C, latem +23 do +24 °C, a lokalnie do +29 °C.
Zasolenie wynosi od 20 do 26‰.
W południowo-zachodniej części morza leży wyspa Marmara (gr. Prokonnesos), znana z bogatych złóż marmuru (gr. marmaros); od niej pochodzi nazwa całego morza. Inne wyspy: Avsa, Paşalimanı (w starożytności Aloni), Adalar, İmralı, Kalolimui, Kulali i Türkeli.
Na Morzu Marmara rozwinięte jest rybołówstwo. Biegnie tędy międzynarodowa droga morska o dużym znaczeniu gospodarczym i politycznym, łącząca Morze Czarne (przez Morze Śródziemne) z Oceanem Atlantyckim. Marmara wyznacza część umownej granicy między Europą i Azją. Największym miastem i portem morskim jest Stambuł (Turcja). Na wschód od Morza Marmara znajduje się duże jezioro İznik Gölü.